# آنا و الیزابت
آنا و الیزابت (آلمانی: Anna und Elisabeth) یک فیلم درام آلمانی به کارگردانی فرانک ویزبار است که در سال ۱۹۳۳ منتشر شد.

## بازیگران
- هرتا تیله
- ماتیاس ویمن
- کارل پلاتن
- سیبل اسمولووا
- آلیس لودویگ